# Шадовштрассе 34 (Дюссельдорф)
Коммерческое здание Шадовштрассе 34 (нем. Schadowstrasse 34) находилось в Дюссельдорфе на современной улице Шадовштрассе в административном районе Штадтмитте. Здание не сохранилось.

## Общая характеристика и архитектура

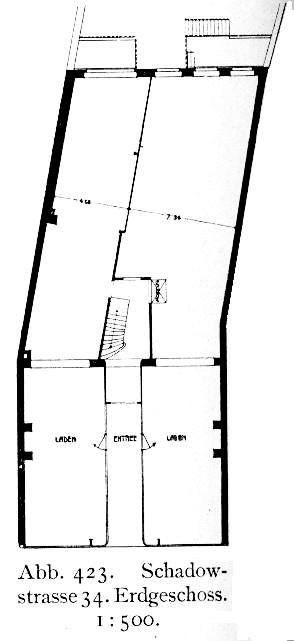
План первого этажа здания.

Жилое здание, совмещённое с коммерческими магазинами первого этажа было построено для владельца фирмы "К. Фаузель" и перестроено с этим же фасадом в 1898 году по проекту архитектора Готфрида Велинга. 
На первом этаже были оформлены "элегантные и современные". системы витрин из полированного красного дерева. Первый этаж служил магазином, выходящим на улицу, а задняя сторона - квартирой..
Архитектура здания являла собой "характерный пример стиля модерн в Германии, который был выполнен здесь в строгой последовательности".. Пластичные формы фасада выполнена по чертежам архитектора скульпторами Зобусом и Элленменгером..

## Владельцы
В 1887 году Карл Фаузель и Фридрих Бискамп основали в Дюссельдорфе коммерческое семейное предприятие по торговле обоями под названием "Рейнский дом обоев" фирмы "Фаузель, Бискамп" (Fausel, Biskamp). Розничный и оптовый бизнес быстро расширялся, и к концу 19-го века предприятие приобрело региональное значение. В этому времени относится постройка дома-магазина на Шадовштрассе, принадлежавшего Карлу Фаузелю.  Фирма специализировалась на продаже разных видов обоев, выступив, в том числе&  первопроходцами в доставке в Европу обоев из Азии (на основе трав, пеньки и бумаги) и из Америки (металлизированные и виниловые).

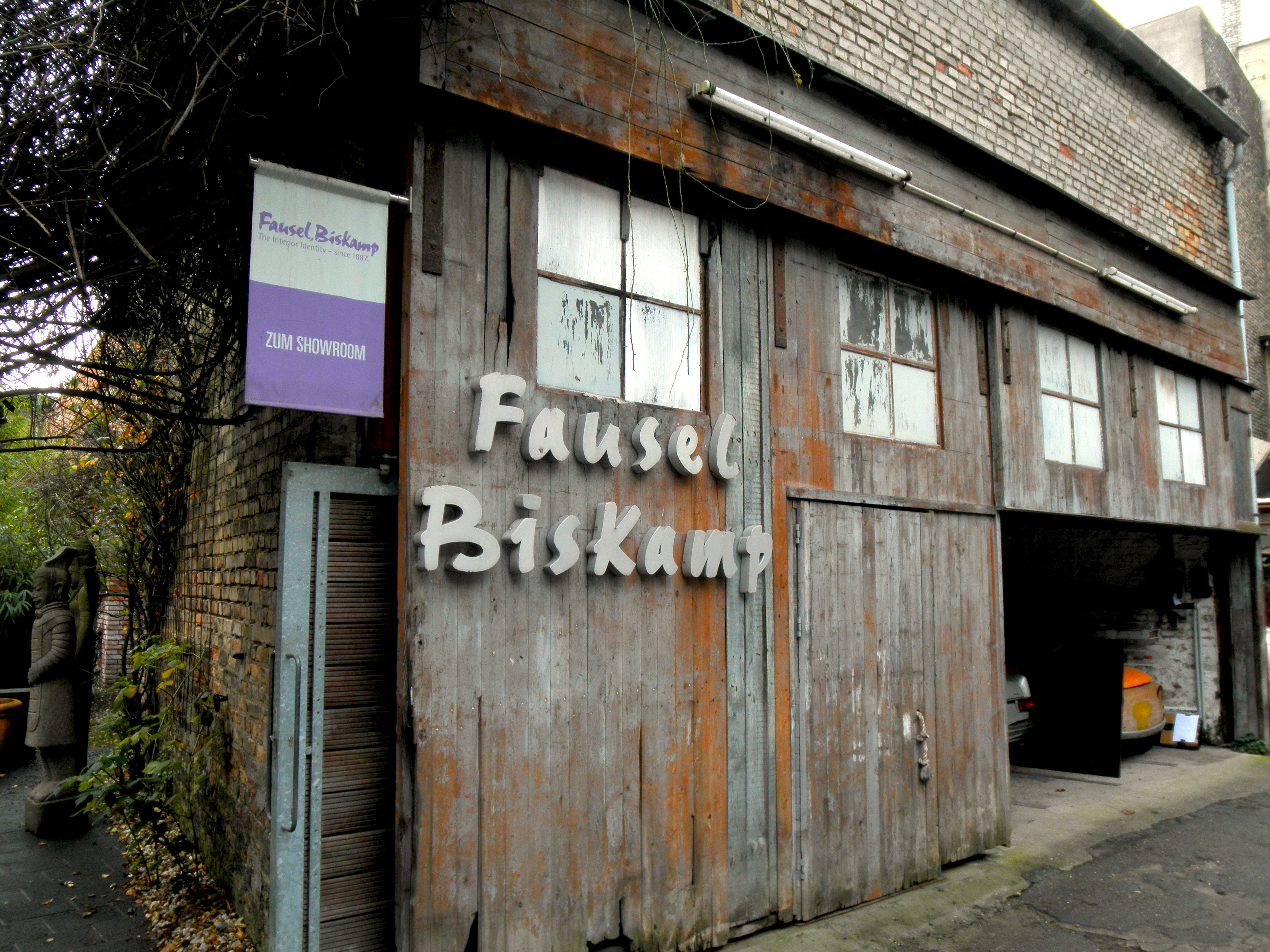
Во дворе фирмы Фаузель, Бискамп в Дюссельдорфе. Современная фотография.

На протяжении первой половины 20-го века предприятие процветало, несмотря на потрясения, вызванные мировыми войнами. Во время Второй мировой войны здание, как и большая часть Шадовштрассе, было разрушено в результате авианалётов союзников. Основатели семейного бизнеса погибли. Но их предприятие не прекратило существование. Продолжатель семейной традиции Ганс Нейз взял на себя ответственность за будущее бизнеса. В 1950-х годах вместе со своим сыном Гансом-Йохеном Нейзом расширил бизнес и они стали международно признанными специалистами по эксклюзивным обоям, которые ныне стали коллекционными. После разрушения дома на Шадовштрассе, бизнес пришлось перенести в центр города, на площади ныне известного высотного здания и памятника архитектуры — Вильгельма-Маркса-Хауса.
Марк Нейз, представитель третьего поколения семейной фирмы, и его 10 сотрудников, оставаясь в Дюссельдорфе, подняли престиж своей фирмы на мировой уровень дизайном обоев и интерьеров помещений, как по заказам организаций, так и по индивидуальным проектам. Были разработаны, в том числе, обои для украшения квартиры певицы Мадонны в Нью-Йорке, в Баку для посольства Германии в Азербайджане, в Дюссельдорфе для семьи владельцев пятизвёздочного отеля Брайденбахер Хоф. В 2015 году из-за излишнего шума центральной части города, фирма переехала в коммерческое и жилое здание по улице Луденбергер Штрассе, дом 11.